# Miraval-Cabardès
Miraval-Cabardès ist eine französische Gemeinde mit 55 Einwohnern (Stand: 1. Januar 2022) im Département Aude in der Region Okzitanien. Sie gehört zum Arrondissement Carcassonne und zum Kanton  La Vallée de l’Orbiel.

## Nachbargemeinden
Nachbargemeinden von Miraval-Cabardes sind Mas-Cabardès im Osten, La Tourette-Cabardès im Südwesten und Fontiers-Cabardès im Nordwesten.

## Bevölkerungsentwicklung
| Jahr                      | 1962 | 1968 | 1975 | 1982 | 1990 | 1999 | 2013 |
| Einwohner                 | 41   | 54   | 52   | 33   | 44   | 48   | 37   |
| Quelle: Cassini und INSEE |      |      |      |      |      |      |      |

## Sehenswürdigkeiten
- Kirche Notre-Dame-de-la-Lauze
- Burgruine

## Personen
- Raimon de Miraval († nach 1229), Tobador